# Oratorio di San Martino degli Osti
L'oratorio di San Martino degli Osti è una chiesa sconsacrata di Firenze, situata in via Torta 12.

## Storia e descrizione
Fu la sede della Compagnia di San Martino degli Osti, confraternita che coordinava la vista spirituale e assistenziale dei tavernieri fiorentini, soppressa come molte altre nel 1785 da Pietro Leopoldo. 
L'oratorio, con accesso anche dalla chiesa di San Simone, fu poi usata come ricreatorio parrocchiale e, per un certo numero di anni, come cinema.

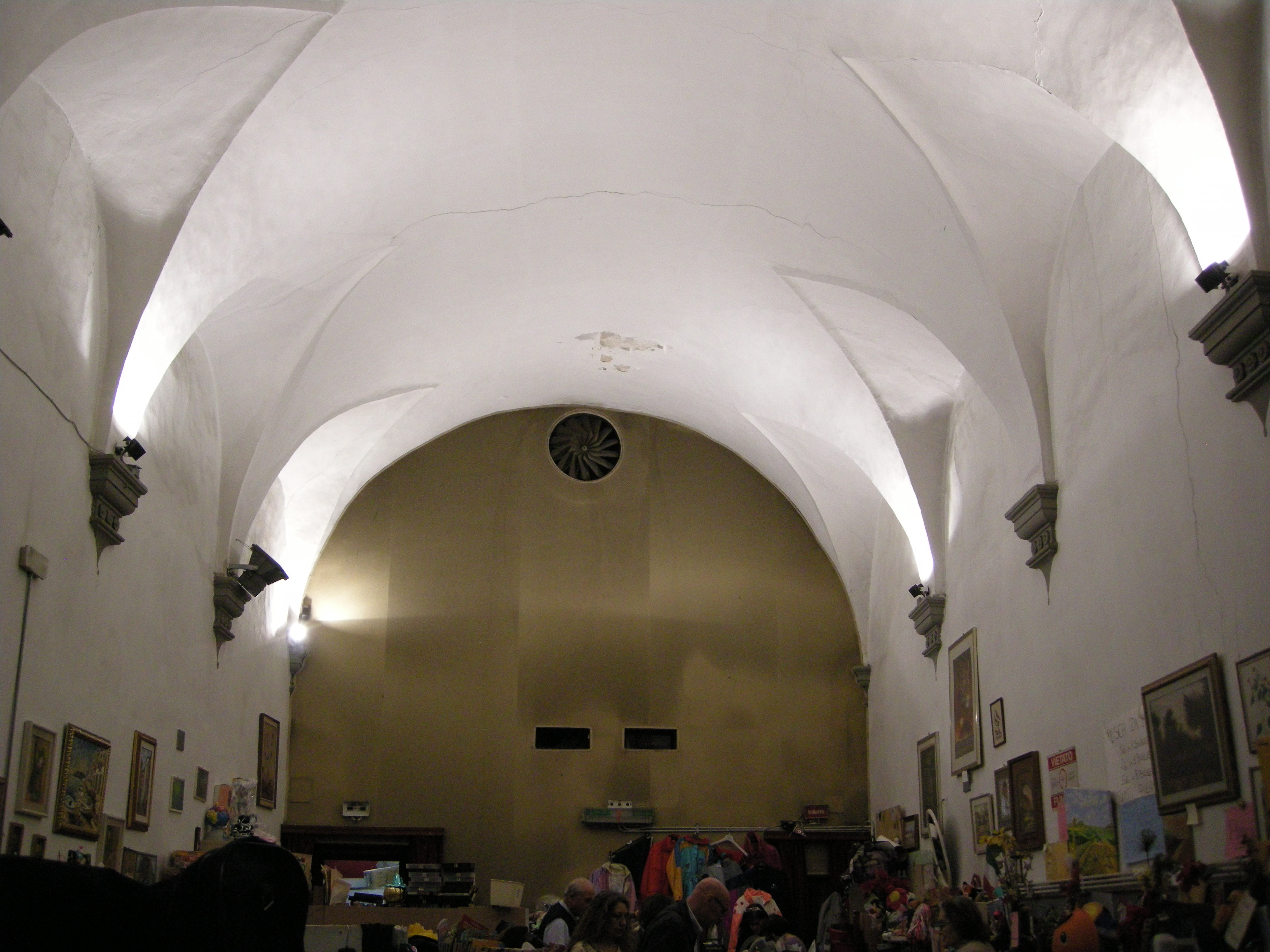
Interno
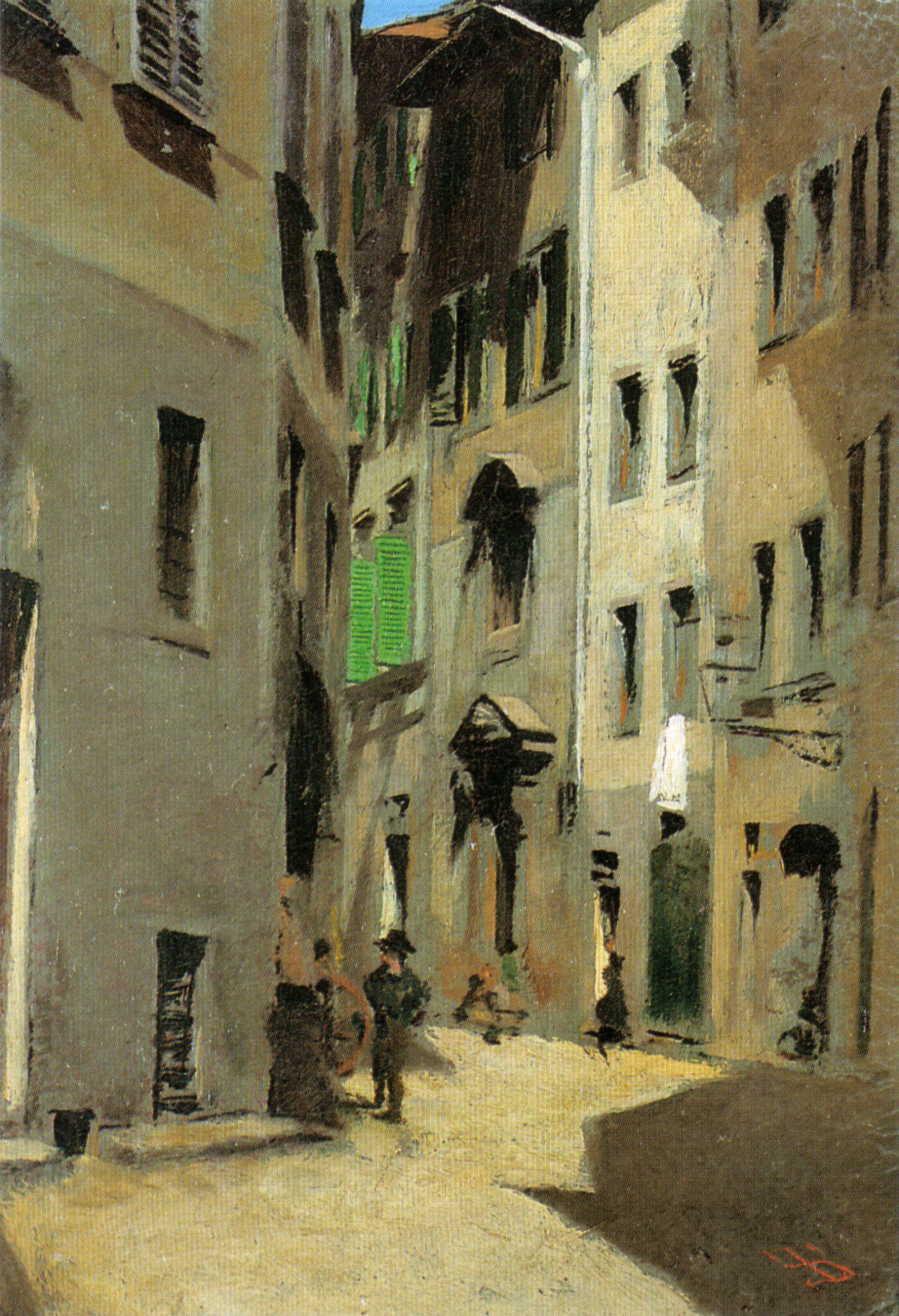
La facciata dell'oratorio in un dipinto di Telemaco Signorini del 1870 circa